# Raccordo autostradale di Caltanissetta

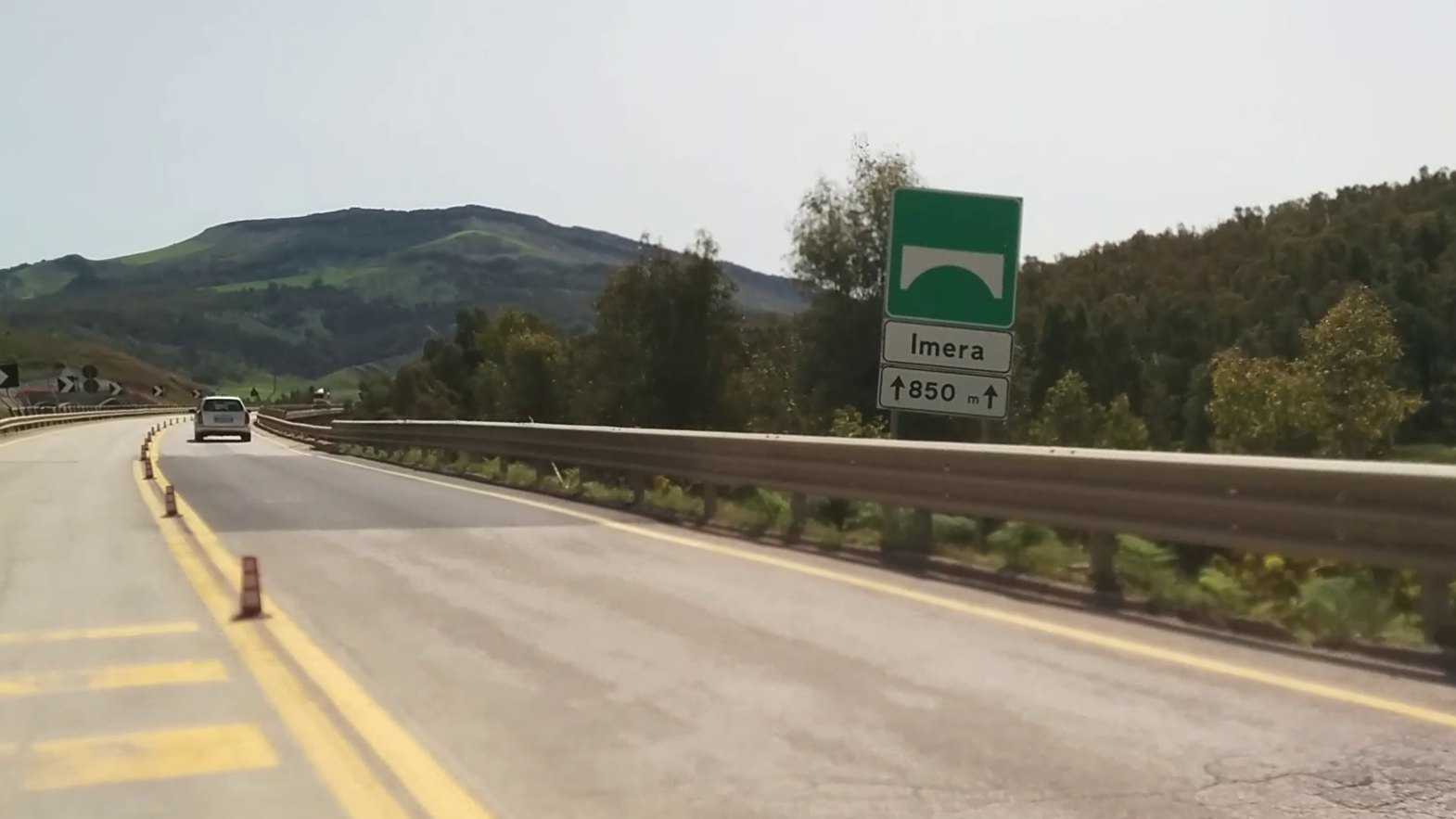
Il viadotto "Imera" sul tratto di SS 640 già parte del Raccordo. Si noti la segnaletica a sfondo verde.

Con il nome di raccordo autostradale di Caltanissetta era indicato il tratto di strada con caratteristiche di scorrimento veloce che collega l'autostrada A19 a Caltanissetta. Il raccordo si estendeva per 9 km dallo svincolo di Caltanissetta sulla A19 allo svincolo di Xirbi, dove confluiva senza soluzione di continuità nella strada statale 640 di Porto Empedocle (oggi detta "Strada degli Scrittori").
Nel 1989 il raccordo venne soppresso, e il tratto tra gli svincoli di Imera e Xirbi fu incluso nel tracciato della stessa SS 640. Nel 2011 al rimanente tratto di 1800 m tra l'autostrada e lo svincolo di Imera era stato dato il nome provvisorio di nuova strada ANAS 347 della Stazione di Imera, e nel corso del 2012 è stato inserito definitivamente nell'itinerario della SS 640.
Per la funzione di collegamento tra autostrada e città che il tratto di strada esercita, localmente continua ad essere indicato con il nome di bretella.

## Tabella percorso
| Raccordo autostradale di Caltanissetta |                                |     |           |
| Tipo                                   | Indicazione                    | km  | Provincia |
|                                        | Palermo-Catania                | 0,0 | EN        |
|                                        | Imera della Valle del Salso    | 1,8 | CL        |
|                                        | di Porto Empedocle Agrigentina | 9,0 | CL        |